# Santosh Sahukhala
Santosh Sahukhala (ur. 10 stycznia 1988 w Katmandu) – nepalski piłkarz występujący na pozycji napastnika. Zawodnik klubu Manang Marsyangdi.

## Kariera klubowa
Sahukhala karierę rozpoczynał w 2003 roku w zespole Three Star Club z Martyr’s Memorial A Division League. W 2004 roku zdobył z nim mistrzostwo Nepalu. W 2007 roku wyjechał do Bangladeszu, by grać w tamtejszym klubie Chittagong Abahani z Bangladesh League. Spędził tam 3 lata.
W 2010 roku Sahukhala wrócił do Three Star Club. W tym samym roku z 19 bramkami na koncie został królem strzelców Martyr’s Memorial A Division League. W 2011 roku przeniósł się do zespołu Manang Marsyangdi.

## Kariera reprezentacyjna
W reprezentacji Nepalu Sahukhala zadebiutował w 2007 roku.